# Julio Rajneri
Julio Rajneri (General Roca, 28 de septiembre de 1927) es un abogado, político y periodista argentino que ejerció como Ministro de Justicia y Educación de su país durante la presidencia de Raúl Alfonsín.

## Biografía
Se recibió de abogado en la Facultad de Derecho de la Universidad Nacional de La Plata. Previamente fue uno de los principales dirigentes estudiantiles del movimiento reformista de fines de los 40 y comienzos de los 50. 
Fue director del diario Río Negro, fundado en 1912 por su padre Fernando Rajneri. Se desempeñó en ese cargo desde 1967 hasta 2015. Fue socio de una empresa exportadora de frutas. Su parte accionaria fue vendida en 2011. Actualmente es propietario del zoológico Bubalcó, reserva de especies protegidas cerca de General Roca.
Fue uno de los fundadores del radicalismo en Río Negro. Integró la Convención Constituyente que dictó la carta magna rionegrina en 1957. También fue diputado provincial y ministro de Gobierno en 1963.[cita requerida]
En junio de 1986 fue nombrado Ministro de Educación y Justicia de la Nación, durante el mandato de Raúl Alfonsín. Durante su mandato propuso financiar parte de los gastos de las universidades públicas con el cobro de un sobreimpuesto a los contribuyentes del impuesto a las ganancias que tuvieran hijos en las universidades públicas, iniciativa que no prosperó. En distintas declaraciones, Rajneri se adjudicó la autoría de la Ley de Obediencia Debida. También acercó a los economistas de la Fundación Mediterránea, dirigida por Domingo Cavallo, a la administración de Alfonsín.
Además de la gestión de su cartera, Rajneri fue impulsor de la reforma de la Constitución para incorporar la figura del primer ministro. Poco antes de su alejamiento como ministro propuso la privatización de varias empresas estatales, entre ellas ferrocarriles, teléfonos y compañías de gas y petróleo. También propuso a Alfonsín la independencia del Banco Central como ente emisor de moneda, y un shock financiero para controlar la inflación, que luego precipitó la renuncia anticipada del presidente.[cita requerida]

## Premio de periodismo
En 1987, Rajneri recibió el premio Moors Cabot de periodismo de la Universidad de Columbia por su defensa de los derechos humanos durante la última dictadura, entre 1976 y 1982, ya que durante esos años, Rajneri y el diario que dirigía fueron de las pocas voces que denunciaron las desapariciones forzadas, torturas y asesinatos del terrorismo de Estado, previos y posteriores a la asonada militar. Rajneri, junto a figuras de reconocida trayectoria en defensa de los derechos humanos, integró la Comisión Provincial de Derechos Humanos, creada en 1984 en Río Negro, que elaboró un informe sobre el rol del Ejército y la Policía en las detenciones, secuestros y torturas.[cita requerida]

## Política
Rajneri se opuso a la política del gobierno militar sobre el conflicto con Chile y la ocupación de las islas Malvinas.[cita requerida]
Varios artículos y editoriales publicados en el diario Río Negro por Rajneri durante el Proceso de Reorganización Nacional fueron recopilados en un libro titulado “Los años ciegos”. También escribió “Manzanas amargas – El caso Massaccesi”, en que investigó el período del gobernador Massaccesi, en especial el proceso de vaciamiento del Banco de la Provincia de Río Negro, ocurrido entre 1988 y 1994.
En 1991 fue candidato a gobernador de la Provincia de Río Negro, elección en la que se impuso Horacio Massaccesi, de la Unión Cívica Radical.
Durante el mandato presidencial de Carlos Menem, orientó la línea editorial de su diario en apoyo del liberalismo del gobierno.
En 2004, le compró al periodista Julio Ramos el diario "La Mañana" de Córdoba. Dirigió este medio hasta 2006.
A principios de 2007, el "Río Negro", bajo la dirección de Rajneri, presenta un recurso de amparo ante la Corte Suprema de Justicia de la Nación Argentina por la decisión del gobierno neuquino de Jorge Sobisch, de retirar la pauta publicitaria oficial en represalia a artículos que disgustaron al gobernador. En septiembre de 2007 la Corte falla en favor de "Río Negro" y de la libre expresión, condenando al gobierno neuquino por discriminación. El fallo representó un antecedente en toda Latinomaérica.
En julio de 2011 el diario "Río Negro" presentó un recurso de amparo contra el gobierno nacional por su decisión de prohibir los avisos de oferta sexual en los medios de comunicación. El recurso judicial consideró inconstitucional la medida, además de lesiva de la libertad de expresión y discriminatoria del libre ejercicio de una actividad lícita. Ese año, pese a su oposición al gobierno de Cristina Fernández de Kirchner, apoyó la candidatura a gobernador de la Provincia de Río Negro de Carlos Soria, aliado de la presidenta.
El 9 de setiembre de 2015 el diario "Río Negro" comunicó la renuncia de Rajneri a la dirección de ese matutino, tras 42 años.